# Luftangriffe auf Tilsit
Die Stadt Tilsit in Ostpreußen erlebte im Deutsch-Sowjetischen Krieg von Juni 1941 bis Oktober 1944 vierzehn sowjetische Luftangriffe. Die schwersten erfolgten im April 1943 und im Juli und August 1944. Über die Hälfte der Bausubstanz der Stadt wurde zerstört, ein weiteres Drittel beschädigt. Es gab etwa 600 Tote. Zwischen Juli und Oktober 1944 wurde Tilsit stufenweise von der deutschen Zivilbevölkerung geräumt. Ab Oktober war es Frontstadt und lag unter sowjetischem Artilleriebeschuss. Nach Abwehrkämpfen von Wehrmacht und Volkssturm wurde Tilsit vom 18. bis 20. Januar 1945 von der Roten Armee besetzt.

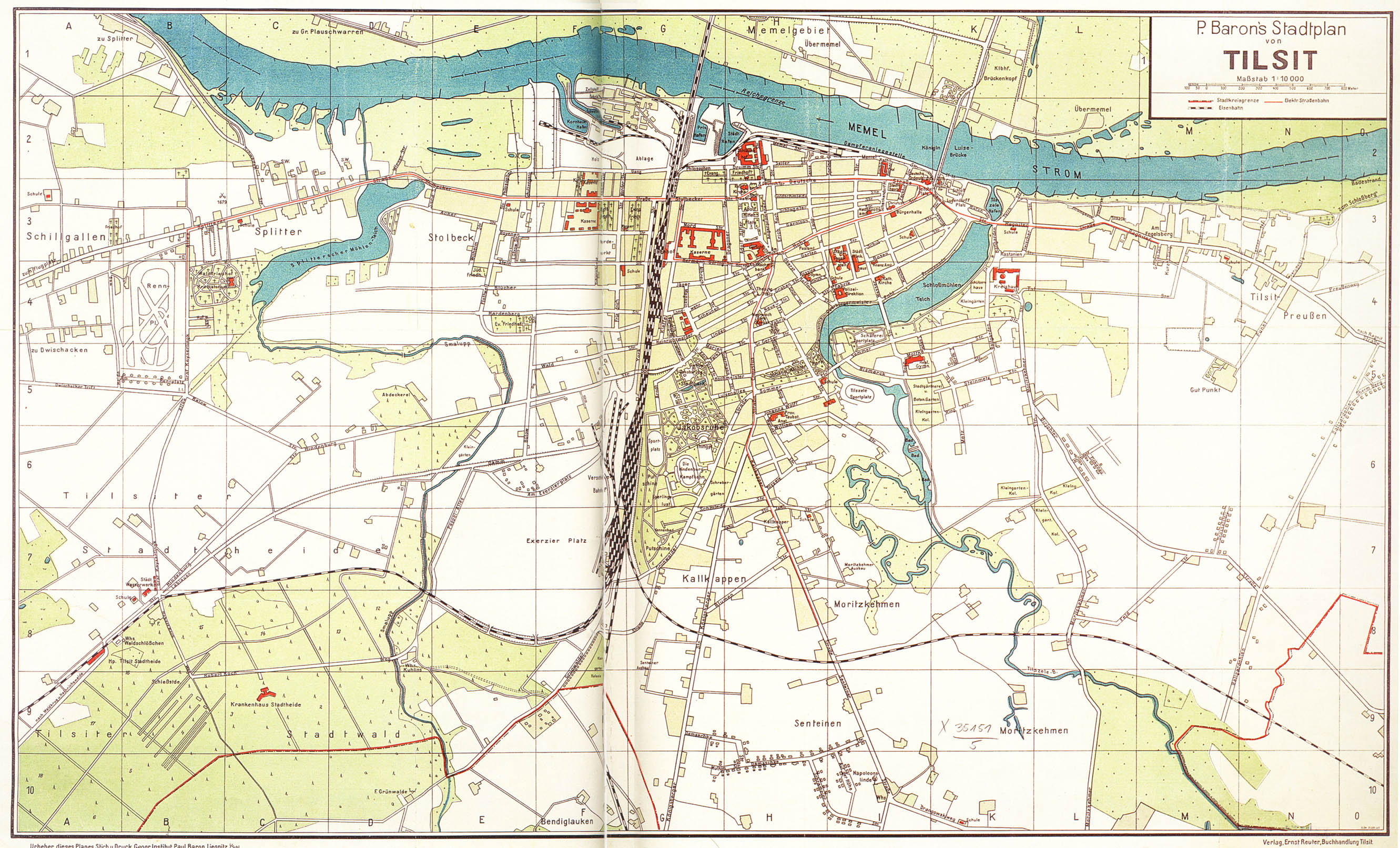
Tilsit 1934

## Die Stadt Tilsit
Tilsit war Kreisstadt des Kreises Tilsit-Ragnit und hatte 1939 59.000 Einwohner. Es liegt links der schiffbaren Memel, über die die Königin-Luise-Brücke und eine Eisenbahnbrücke führten. Bis zum Krieg gab es bedeutenden Transit-Handel mit der Sowjetunion und Litauen. Die Stadt verfügte über Holz-, Zellulose-, Papier- und landwirtschaftliche Verarbeitungsindustrie. Es gab keine nennenswerten Rüstungswerke. Tilsit war Garnisonsstadt. Es verfügte über höhere Bildungseinrichtungen.

## Die einzelnen Luftangriffe
Die Hauptquellen für diese Schilderung waren: Hans Dzieran „Bombenflieger über der Stadt“ und Hans Dzieran „Die Schreckensnacht vom 20. April 1943“

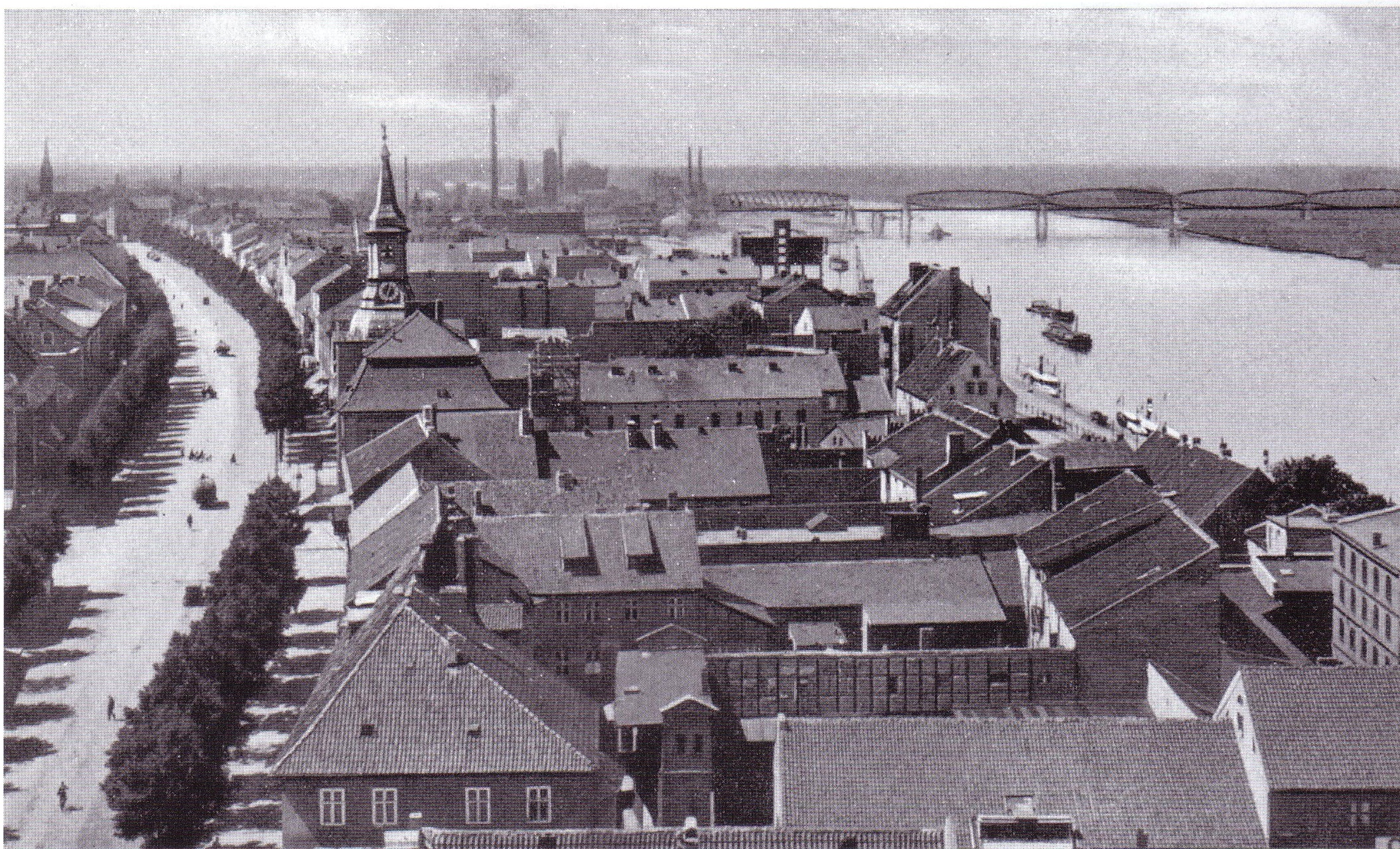
Tilsit an der Memel (um 1910)

- 22. Juni 1941: Morgens ab 3.00 Uhr hatte mit Artilleriebeschuss und Luftangriffen der Krieg der deutschen Wehrmacht gegen die Sowjetunion begonnen. Deren Luftstreitkräfte erlitten am Boden und in der Luft schwerste Verluste, trotzdem begannen sie um etwa 6.00 Uhr Luftangriffe auf mehrere Ziele in Ostpreußen. Auf Tilsit wurden Sprengbomben geworfen. Mehrere Wohnhäuser und das Elektrizitätswerk der Stadt wurden getroffen. Der Strom fiel aus, der Brand konnte jedoch rasch gelöscht werden. Es gab mehrere Tote.

- 23. Juni 1941: Wiederholte Überflüge sowjetischer Flugzeuge, einige Bomben beschädigten Wohngebäude. Es gab in der Zivilbevölkerung zwei Tote und acht Verwundete.

Es wurden ab jetzt verstärkte Luftschutzmaßnahmen getroffen: Schulungen und Ausbau von Luftschutzräumen in öffentlichen Gebäuden und Wohnhäusern. Ab 1942 nahmen Stadt und Landkreis in großer Zahl „bombenevakuierte“ Familien aus Westdeutschland und Berlin auf. Tilsit war Lazarettstadt, zunehmend wurden Schulen und andere öffentliche Gebäude Hilfslazarette.
- 16./17. April 1943: leichter, nächtlicher sowjetischer Luftangriff[3]

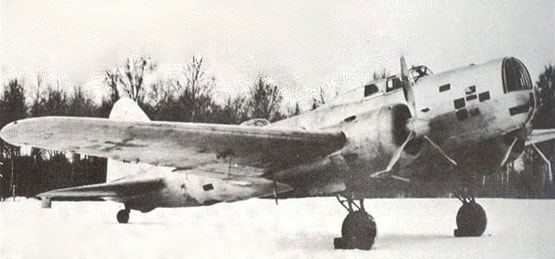
Sowjetischer Fernbomber Iljuschin DB-3 (Beutestück)

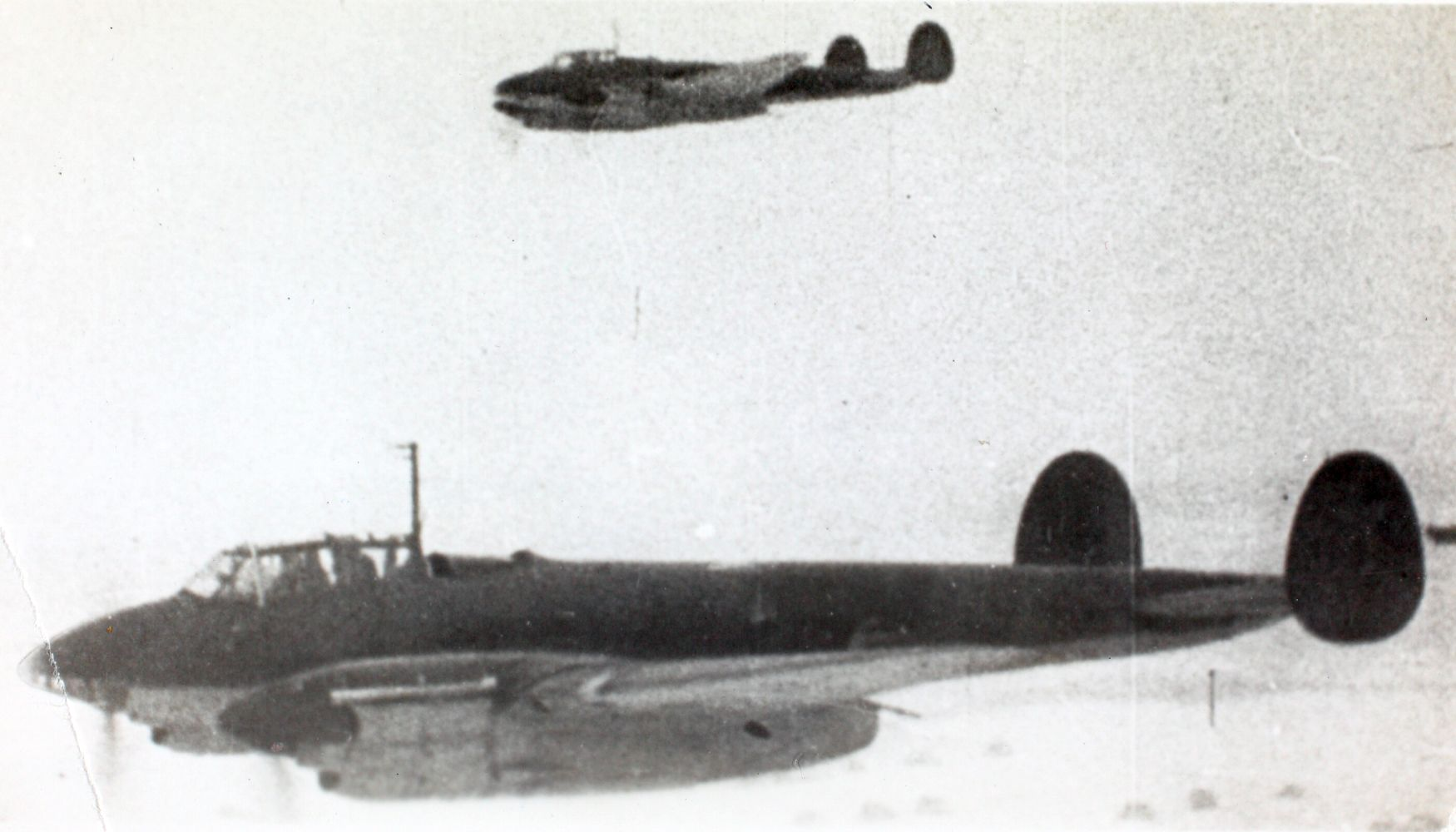
Sowjetisches Mehrkampfflugzeug Petljakow Pe-2

- 20./21. April 1943: schwerer, nächtlicher (22.00 bis 2.00 Uhr) sowjetischer „Überraschungsangriff“ auf Tilsit am Abend des „Führergeburtstags“. Nach 800 km Flug in großer Höhe über deutsch besetztes Gebiet griff nach Heruntergehen auf 500 Meter, bei Vollmond und klarem Himmel, ein Geschwader von 30 zweimotorigen Fernbombern des Typs Iljuschin DB-3 (drei Staffeln zu je 10 Bombern) die Stadt an. Sie wurden weder durch Flak, noch durch deutsche Jagdflugzeuge behindert und hatten keine Verluste. Die Bomben der ersten Welle fielen auf die Stadtrandsiedlung Birjohlen, da die Fliegerbesatzungen den Schlossmühlenteich für die Memel gehalten hatten. Auf das eigentliche Stadtgebiet wurden dann 400 kombinierte Spreng-Brandbomben (je 50 kg) geworfen, aus diesen schossen beim Aufschlag je zehn Elektron-Brandsätze heraus, bevor der Sprengkörper detonierte. Die Innenstadt brannte in einem Durchmesser von über 2 km, ausschließlich Wohngebiete waren betroffen. Über 80 Gebäude wurden zerstört, davon 30 total. Nach anderer Angabe waren 173 Häuser nicht mehr bewohnbar, bei 933 gezählten Bombeneinschlägen[4]. Die Bürgerhalle brannte aus. Die zerstörten Gebäude lagen in folgenden Straßen: Luisenallee, Sommerstraße, Stiftstraße, Große Gerberstraße, Grabenstraße, Scheunenstraße. Schwere Schäden gab es in der Kallkapper Straße, die SA-Straße, Seilerstraße, Steinmetzstraße, Metzstraße, Lindenstraße, Hochmeisterstraße, Hohe Straße, Sudermannstraße. Der Sachschaden wurde als erheblich eingestuft, wobei militärische Objekte nicht betroffen waren. Daher wurde der Angriff, auch von der Propaganda, als reiner „Terrorangriff“ eingestuft. Die Feuerwehren, der Luftschutz und die Bevölkerung bekämpften bis zur Erschöpfung die Brände und retteten verschüttete und verwundete Menschen. Die Zahl der geborgenen Toten wurde zunächst mit 97, dann mit 120 angegeben. Doch wurden auch genannt: 207 Tote, davon 137 Tilsiter, die anderen Militärangehörige, Kriegsgefangene und Wachmannschaften.[5] Am Ostersonnabend wurden unter großer Anteilnahme der Bevölkerung auf dem Waldfriedhof in einer neu angelegten gemeinsamen Ruhestätte die Bombenopfer feierlich beigesetzt, auch mit militärischem Zeremoniell, Beethoven-Klängen und zeittypischen Reden der Vertreter von Staat und Partei.

Kurzzeitig erhielt die Stadt nach diesem Ereignis Flakschutz, der jedoch bald wieder – nach Marienburg in Westpreußen – abgezogen wurde. Die Maßnahmen des passiven Luftschutzes wurden verstärkt, das Luftwarnnetz ausgebaut und die Luftschutzräume sicherer gemacht, so durch Ausbau des Splitterschutzes vor den Fenstern der Luftschutzkeller.
Durch Sondereinsätze von Bautrupps und Baufirmen aus der ganzen Provinz Ostpreußen konnten viele beschädigte Häuser wieder in kurzer Zeit bewohnbar gemacht werden.
- 28./29. April 1943: leichter, nächtlicher sowjetischer Luftangriff[6]

Im Sommer 1944 hatte sich die Ostfront in die Nähe Ostpreußens herangeschoben. Tilsit wurde rückwärtiges Frontgebiet, aus der Ferne hörte man das Grollen der schweren Artillerie, die Anflugweite für gegnerische Flugzeuge lag nur noch bei 100 km. Damit konnten auch leichtere sowjetische Bomber und Schlachtflugzeuge eingesetzt werden, und die Vorwarnzeiten waren nur noch sehr kurz.
- 24., 25. und 26. Juli 1944: In drei aufeinanderfolgenden Nächten griffen jeweils kurz vor Mitternacht sowjetische Bomberpulks die Stadt an und trafen sie schwer. 154 Gebäude wurden zerstört, 194 beschädigt.

Ab jetzt wurde die Tilsiter Zivilbevölkerung stufenweise evakuiert, zunächst ältere Einwohner und Frauen mit Kindern: in die nähere Umgebung und in das südliche und westliche Ostpreußen. Viele der verbliebenen Tilsiter verließen allabendlich die Stadt. Die Splittergräben als erster Schutz bei Überraschungsangriffen erhielten Betonrahmen und eine Abdeckung.
- 23./24. August 1944: nach Polizeibericht nächtlicher „mittelschwerer Terrorangriff“ von 1½ Stunden Dauer. Viele große Brände waren zu bekämpfen. Die Menschenverluste seien „erträglich“ gewesen.

- 26./27. August 1944: in dieser Nacht musste Tilsit den schwersten Bombenangriff bestehen. Um 23.45 Uhr heulten die Sirenen, dann kamen auch schon die ersten feindlichen Flugzeuge. 400 bis 500 sowjetische Bomben- und Schlachtflugzeuge luden etwa 4000 Brand- und „mittelschwere bis schwere“ Sprengbomben über dem Stadtgebiet ab. Es entwickelte sich rasch ein Flächenbrand, der 296 Häuser erfasste. 196 Großbrände und 16 Blockbrände waren zu bekämpfen. In der Hohen Straße und der Deutschen Straße kam es nach Polizeibericht zu „Feuerstürmen“ (wohl nicht im engeren Wortsinn). „Die ganze Stadt brannte“. Der Himmel über Tilsit wurde als „blutrot“ geschildert. Die Wasser- und Gas-Versorgung brachen zusammen. Brände gab es unter anderem im Städtischen Krankenhaus, der Gasanstalt, dem Schlachthof, dem Realgymnasium, der Cecilienschule und der Zellstofffabrik. 815 Gebäude wurden in dieser „Schreckensnacht“ vernichtet. Im Bahnhofsgelände explodierte ein Zug, der Leuchtspurmunition geladen hatte und nach Alarm nicht schnell genug herausgefahren werden konnte. Zahlreiche kleine Leuchtkörper flogen noch stundenlang weit in die Umgebung und verzögerten damit die Entwarnung.

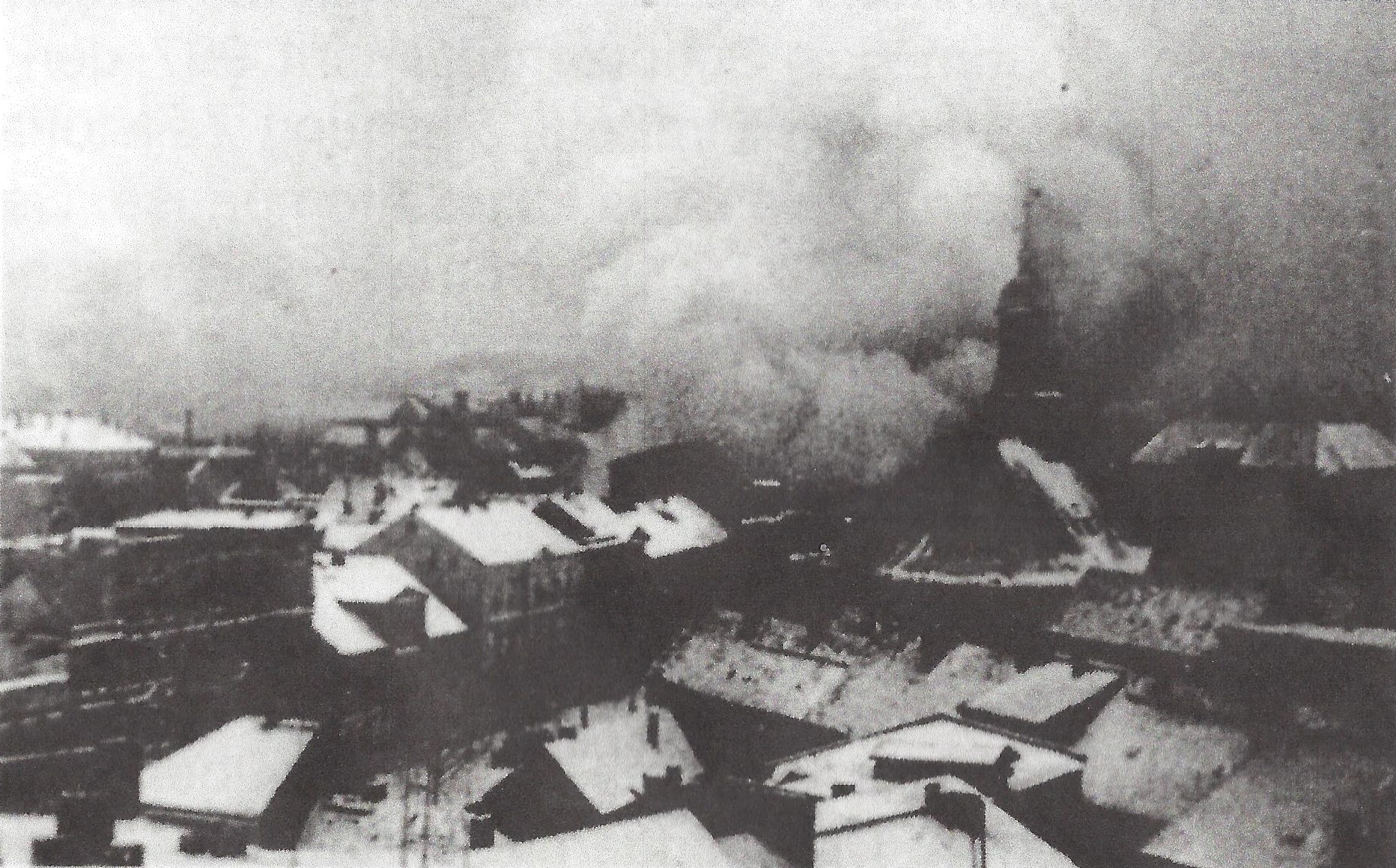
Tilsit im Januar 1945

Die Menschenverluste in dieser Nacht „hielten sich in Grenzen“, da viele Tilsiter evakuiert worden oder in die Umgebung geflüchtet waren.
Die Evakuierung der restlichen Zivilbevölkerung wurde intensiviert. Es blieben noch etwa 12.000 Menschen zurück, die bis auf beruflich notwendige Personen (Reichsbahn, Polizei, Feuerwehr, medizinisches Personal) später, mit Beginn des Artilleriebeschusses, auch die Stadt verließen.
- 10./11. Oktober 1944: Das Bahnhofsgelände wurde gezielt bombardiert.

- 13. Oktober 1944: in einem mittelschweren Angriff warfen am Tag 75 sowjetische Schlachtflieger etwa 100 Bomben auf die deutschen Verteidigungsstellungen am linken Memel-Ufer und auf die Stadt. Es gelang ihnen nicht, die Memelbrücken zu zerstören. Fünf Großbrände wurden ausgelöst, die Menschenverluste seien gering gewesen.

- 18. Oktober 1944: es begann der Artilleriebeschuss vom jenseitigen Memel-Ufer, die Menschen trauten sich nicht mehr auf die Straßen der Ruinenstadt. Es gab erneut Tote und Verwundete.

- 19. Oktober 1944: „Die Stadt macht einen menschenleeren Eindruck“. Der Kampfkommandant gab den „Brückenkopf Tilsit“ jenseits der Memel auf. Die Rote Armee besetzte das Gelände gegenüber der Stadt Tilsit.

- 22. Oktober 1944: Wehrmachtspioniere sprengten nachts die Königin-Luise und die Eisenbahnbrücke über die Memel.

- 20. Januar 1945: in den frühen Morgenstunden war Tilsit nach Kämpfen mit der hinhaltend verteidigenden Wehrmacht und Volkssturm vollständig von der Roten Armee besetzt.

## Sachschaden
In der Chronik von Tilsit heißt es: „Was Fliegerbomben noch nicht getroffen hatten, vollendete die russische Artillerie. Als Tilsit am 20. Januar 1945 von den Russen eingenommen wurde, war es eine tote Stadt, in der gespenstische Ruinen in den Himmel starrten. sie war zu 60–80 % zerstört“.
Der frühere Oberbürgermeister von Tilsit, Fritz Nieskau, schreibt: „Die Zerstörung der Stadt Tilsit durch die feindlichen Luftangriffe wird etwa wie folgt anzunehmen sein (% des Baubestandes):
Innenstadt                             55 %,
Wohnsiedlungsgebiet „Überm Teich“      40 %,
Wohnsiedlungsgebiet westlich der Bahn 25 %,
Industriegebiet am Hafen 50 %,
Tilsit Preussen 30 %,
Vorstädtische Siedlungen 12 %.
Durch Artilleriebeschuss bis zur sowjetischen Besetzung werden dann insgesamt 5 % den einzelnen Angaben zuzurechnen sein.“
Ein Bericht von Mitarbeitern der Stadtverwaltung Tilsit gibt an:
Total zerstört 44 %,
stark beschädigt 11 %,
mittelgradig beschädigt 22 %,
leicht beschädigt 12 %.
„Unbeschädigte Bauten oder Anlagen gibt es in Tilsit nicht“.
Gesamttrümmermasse: 1.500.000 m³
Ein Sowjetzker Heimatforscher schreibt über den Zustand der Stadt nach dem Krieg: „Alle Gebäude, die das Stadtbild so eindrucksvoll geprägt hatten, die Ordenskirche, das Rathaus, das Landratsamt, die Litauische Kirche und das Ensemble der Hohen Straße: alles war in seiner Substanz noch vorhanden, wenn auch Granateinschläge und Bomben schwere Spuren hinterlassen hatten. Besonders schlimm sah es in der Deutschen Straße aus, die viele Wochen lang unter dem Beschuss der russischen Artillerie gelegen hatte.“

## Opfer und Begräbnisstätte
Die Gesamtzahl der Todesopfer bei den Luftangriffen wird von Fritz Nieckau, dem ehemaligen Oberbürgermeister von Tilsit, auf 600 geschätzt.
Die Bombentoten wurden auf dem 1909 gegründeten Tilsiter Waldfriedhof beigesetzt. Dort wurde durch den Volksbund Deutsche Kriegsgräberfürsorge eine Kriegsgräberstätte neu gestaltet und 2006 eingeweiht. Hier ruhen Wehrmachtssoldaten, die bei den Kämpfen oder als Verwundete in der Lazarettstadt Tilsit verstorben waren, sowie Bombenopfer. Diese werden auf den Informationstafeln nicht als solche erwähnt. Ein kleiner Gedenkstein einer Schulgemeinschaft erinnert indirekt an sie (für den Geschichtskundigen): „Zum Gedenken an die Toten der Stadt Tilsit 1943 und 1944“
Der Friedhof ist auch Ruhestätte von etwa 1.000 gefallenen deutschen und russischen Soldaten des Ersten Weltkrieges und vor allem der meisten zivilen Toten Tilsits.
Das Gräberfeld war nach 1945 eingeebnet und zeitweise militärisches Übungsgelände geworden, wobei auch das Krematorium zerstört wurde. 1992 erlebten frühere Tilsiter bei Besuchen den Waldfriedhof als „stark verwahrlost“ 2004/2005 entstanden Symbolkreuze, Gedenkstelen mit den Namen der 954 exhumierten Toten und ein Gedenkplatz mit einem viereinhalb Meter hohen Granitkreuz – vor dem Hintergrund der ruinösen Grundmauern des früheren Krematoriums. Im Eingangsbereich zum Friedhof liest man auf einer Gedenkplatte: „Die Neugestaltung des Waldfriedhofs war eine Idee von Horst Mertineit, Stadtgemeinschaft Tilsit in Kiel. Sie wurde ausgeführt und unterstützt von: (es folgen Namen von Persönlichkeiten aus Deutschland, Sowetsk und Riga)“. Die Wiederherstellung des Friedhofs war ein Gemeinschaftswerk des Volksbundes, der Stadtgemeinschaft Tilsit und vieler Einzelpersönlichkeiten.
Kriegsgräberstätte Waldfriedhof Tilsit:

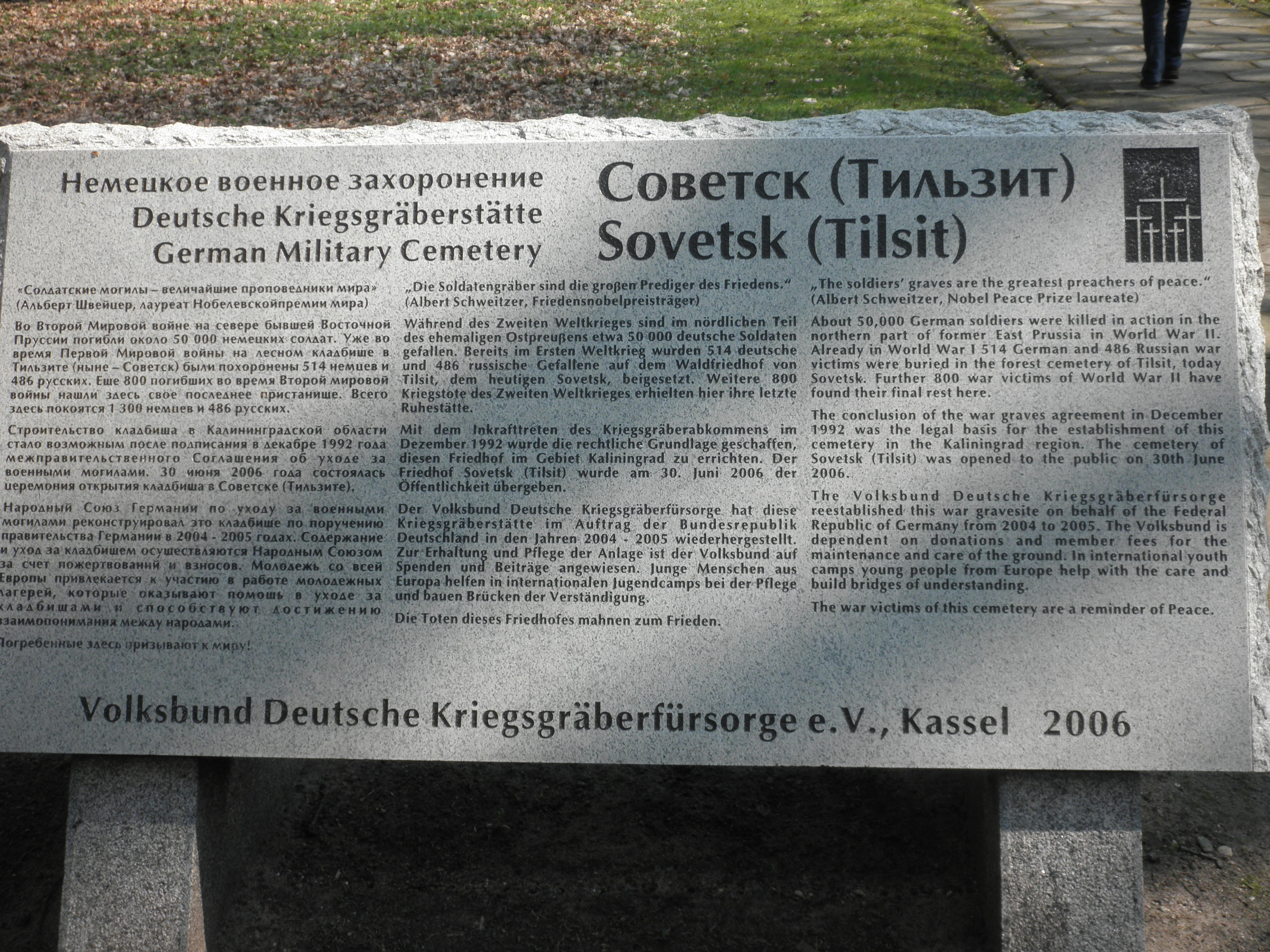
Gedenktafel des Volksbundes Deutsche Kriegsgräberfürsorge
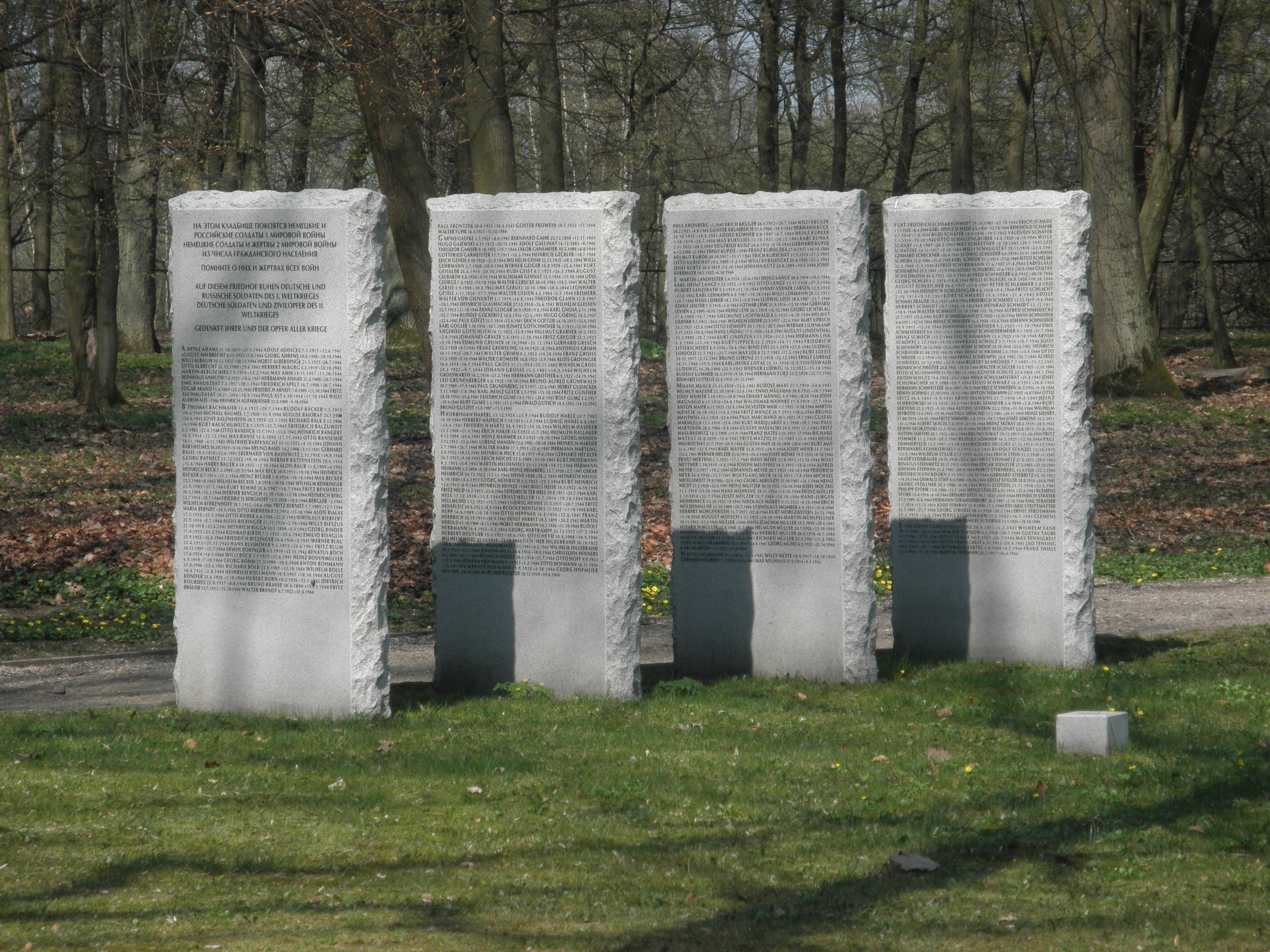
Stelen mit den Namen der Kriegstoten, darunter der Bombenopfer
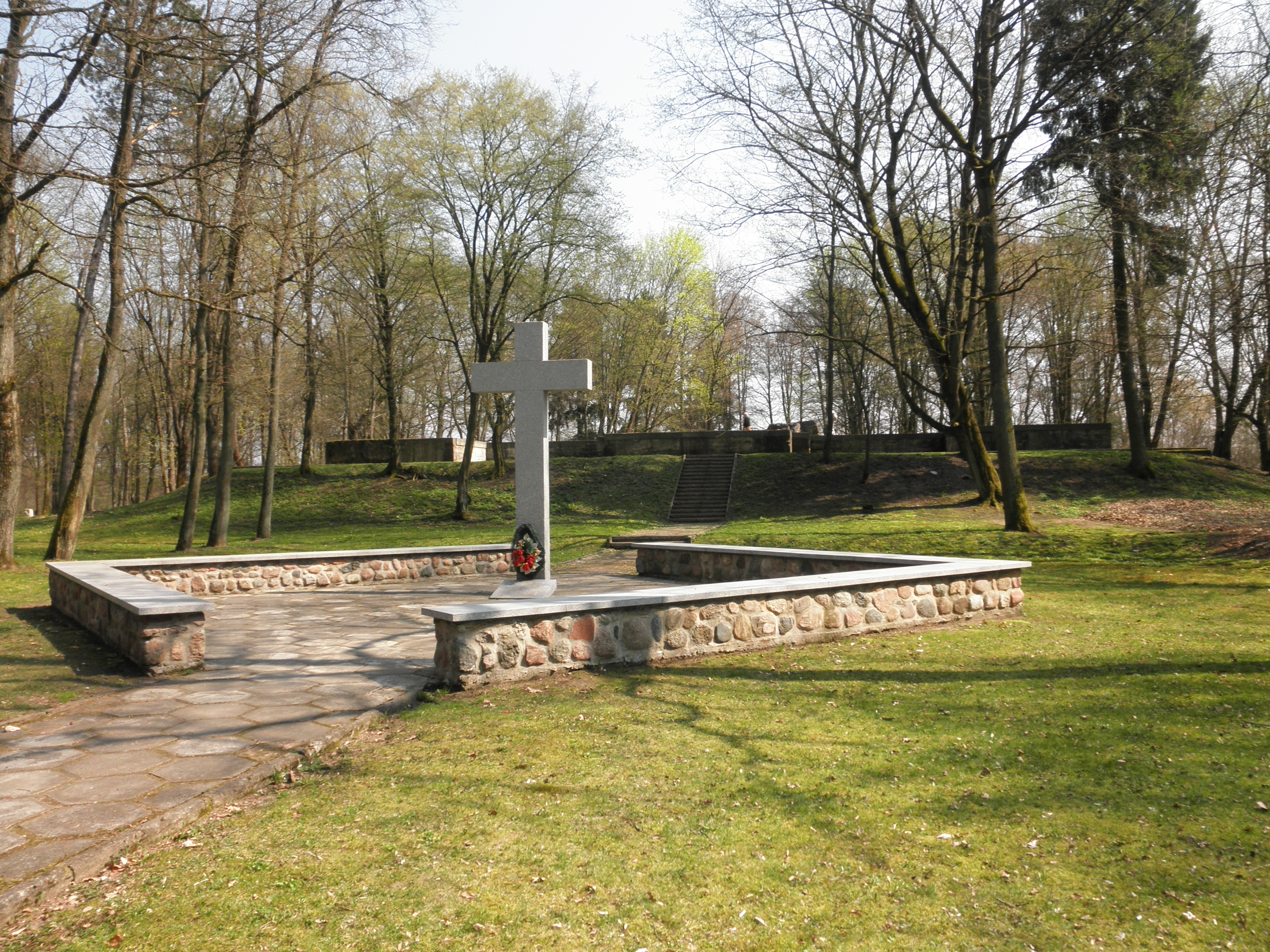
Gedenkplatz des Volksbundes auf dem Waldfriedhof
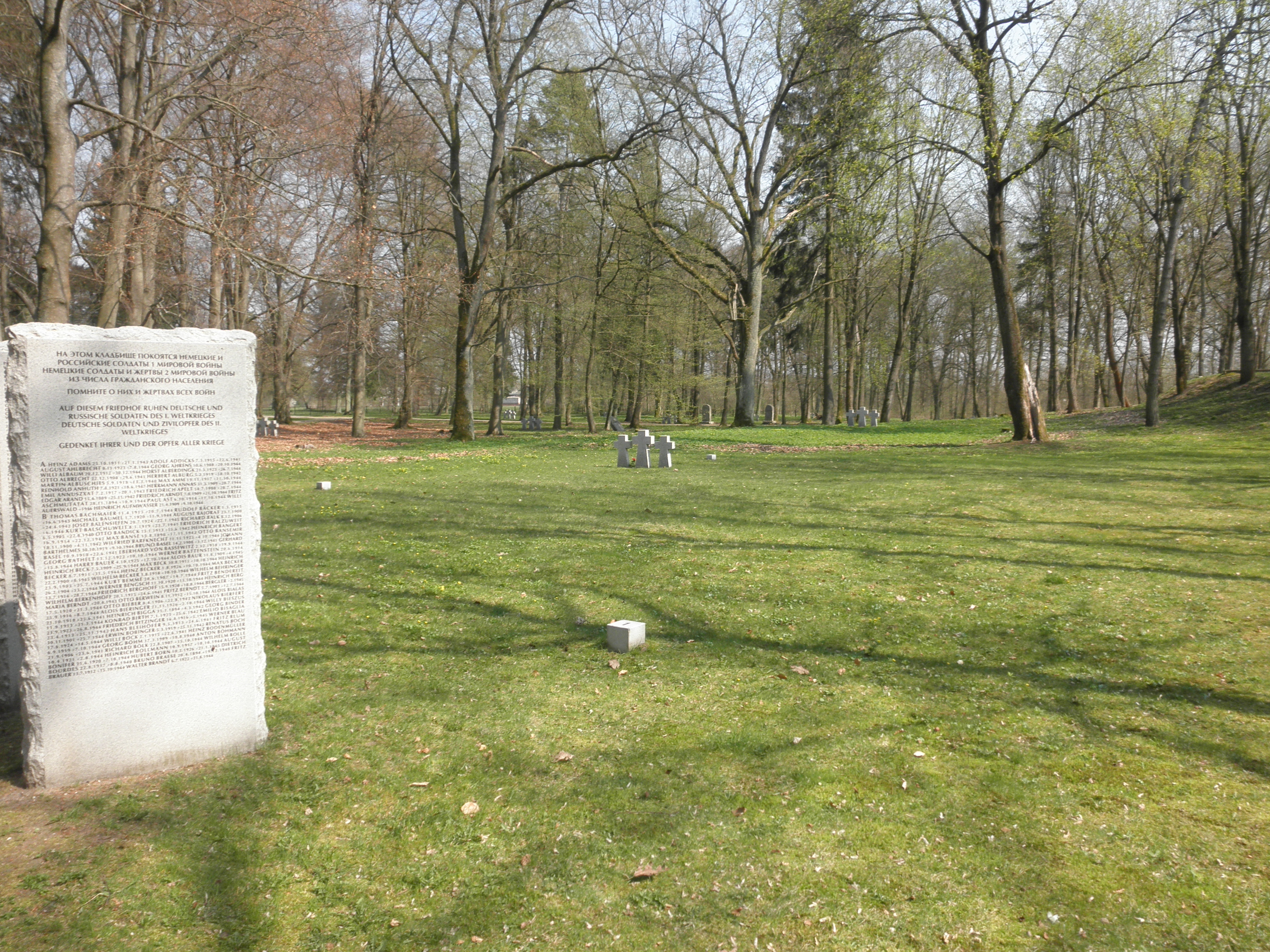
Teil des Gräberfeldes auf dem Waldfriedhof, darunter die Bombenopfer

## Wiederaufbau
Zur Enttrümmerung wurden besonders deutsche Kriegsgefangene und deutsche Zivilisten herangezogen, die nach der sowjetischen Besetzung aus dem nördlichen Ostpreußen in die Stadt gekommen waren. Die letzten von ihnen wurden 1948 ausgewiesen. Bereits 1945 hatte der Ersatz der bisherigen Bevölkerung durch Zuwanderer aus der Sowjetunion begonnen.
Viele der beschädigten und zerstörten Häuser und Brandruinen wurden abgerissen und durch Neubauten ersetzt, andere wiederaufgebaut. Dadurch konnte Teilen der Stadt ihr früheres Aussehen erkennbar wiedergegeben werden. Andererseits gingen viele wertvolle Bauten erst nach dem Krieg verloren, so die Deutsch-Ordenskirche, die Litauische und die Kreuzkirche.